# بابی هلمز
بابی هلمز (انگلیسی: Bobby Helms؛ ۱۵ اوت ۱۹۳۳ – ۱۹ ژوئن ۱۹۹۷) یک موسیقی‌دان اهل ایالات متحده آمریکا بود. وی بین سال‌های ۱۹۵۵ تا ۱۹۹۷ میلادی فعالیت می‌کرد.